# Letov Š-32
O Letov Š-32 foi um avião comercial fabricado em pequena quantidade no início da década de 1930 pela empresa checoslovaca Letov. Voou pela primeira vez no verão de 1931 e foi introduzida ao público através da edição de setembro da revista Letectví.

## Projeto e desenvolvimento

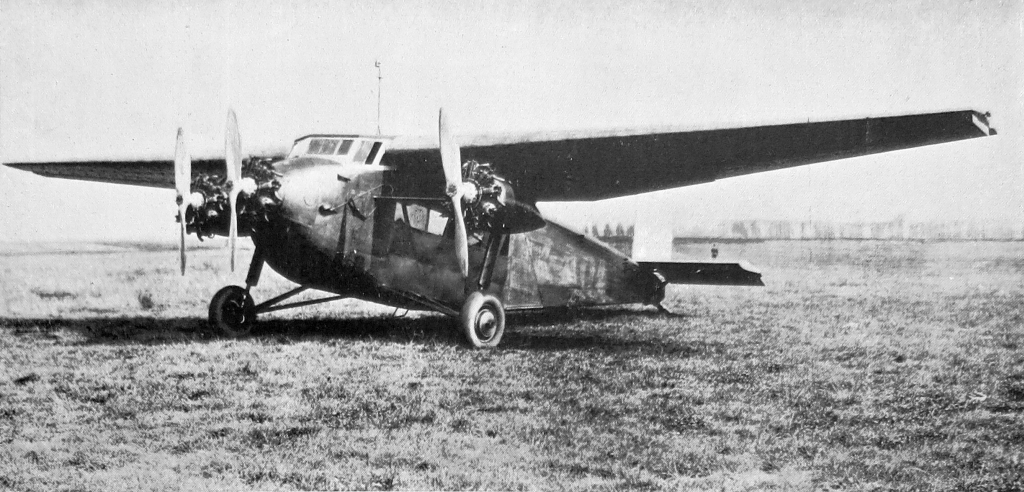
Letov Š-32 com três motores Walter Mars

O modelo foi criado a partir da necessidade da Linhas Aérea Estatal Checoslovaca, que originalmente precisava de uma aeronave para a rota Praga - Bratislava - Ujhorod - Bucareste, pois o uso de uma aeronave maior, como o Avia-Fokker F.VIIb / 3M, nestes voos não seria economicamente viável. Desta forma, o projetista Alois Šmolík iniciou os trabalhos no Š-32 em 1929, originalmente com um motor Jupiter, mas a CSA preferiu um arranho com três motores para uma maior segurança operacional. O primeiro protótipo, com a matrícula OK-ADA, voou em outubro de 1931.

## Descrição

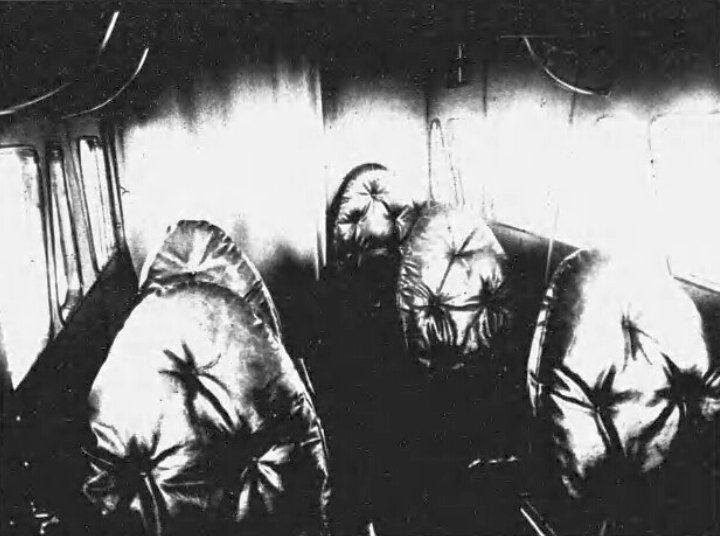
Cabine de passageiros do Letov Š-32

A aeronave possuía uma asa alta, equipada com três motores radiais Mars I, com um trem de pouso fixo. A asa era construída inteiramente de metal, enquanto a fuselagem tinha sua estrutura em aço tubular e coberta predominantemente com folhas de duralumínio, exceto na parte traseira e na cauda que eram cobertas com tela. A asa foi desenhada em cooperação com a empresa alemã Rorhbach, que tinha maior experiência na construção em metal destas estruturas do que a Letov.
Possuía uma cabine fechada, onde acomodava de quatro a seis passageiros, sendo reconhecida pela imprensa da época como "especialmente espaçoso e confortável". A aeronave possuía ainda 2 compartimentos de bagagem, um sob a cabine de pilotagem e outro sob a cabine de passageiros.
Era equipada com três motores Walter Mars (cada um com 145 hp (108 kW)), sendo um localizado à frente da fuselagem e os outros dois na asa.

## Utilização

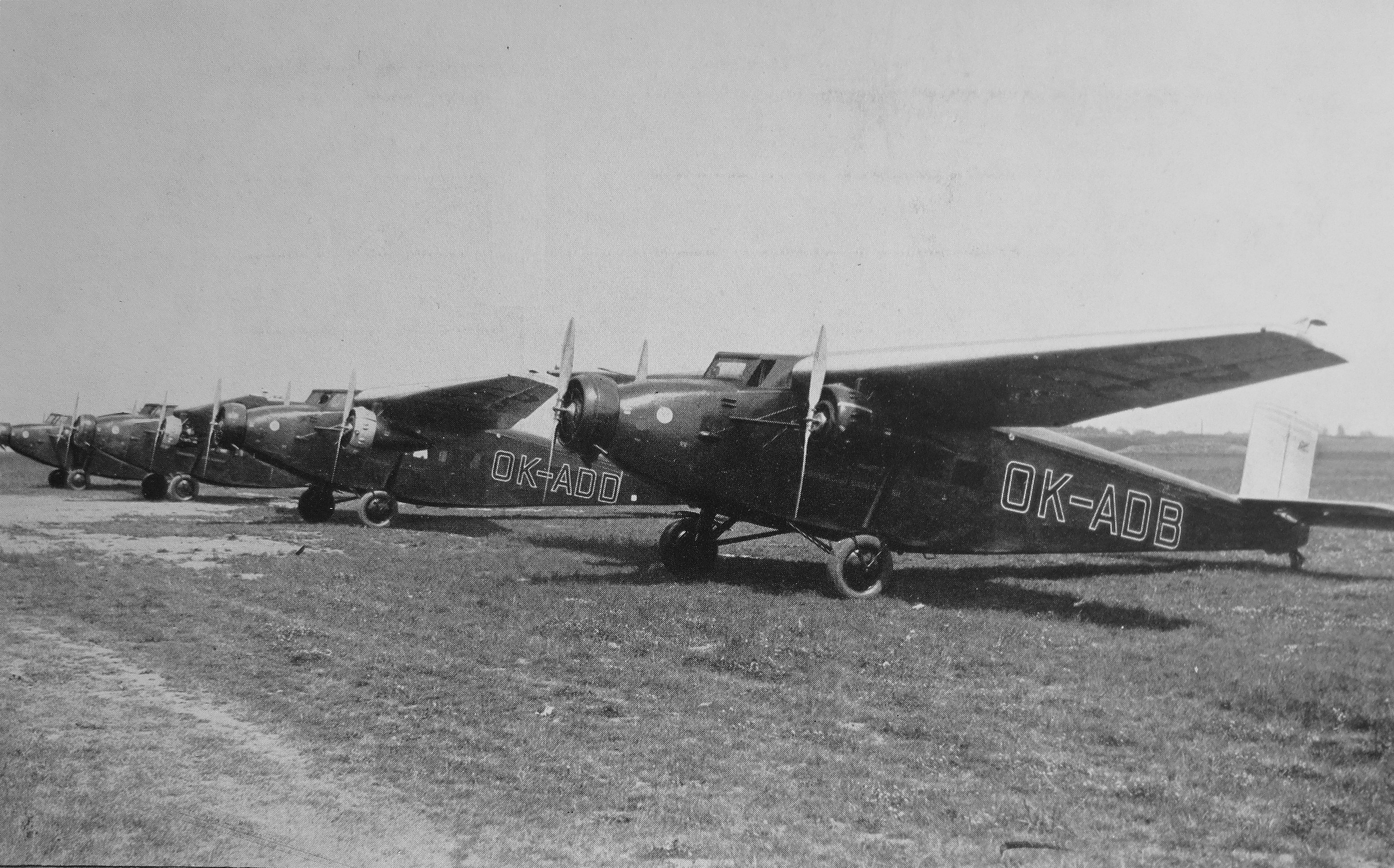
Alguns Š-32 no aeroporto

O protótipo foi entregue à CSA no início do inverno de 1932 na rota Praga - Brno - Bratislava, provando ser muito bom durante a operação. O protótipo e quatro aeronaves produzidas em série (matrículas OK-ADA a OK-ADF) foram adquiridas e operadas desde 1933 pela CSA, que os colocou na rota Praga - Karlovy Vary. Da mesma forma, estas aeronaves mostraram seu valor em transportes noturnos em rotas domésticas.
Em 26 de junho de 1934, a aeronave de matrícula OK-ADB após a perda do estabilizador vertical, se acidentou durante o pouso em Karlovy Vary, matando todas as quatro pessoas a bordo, incluindo o famoso ator austríaco Max Pallenberg. A investigação do acidente revelou que havia uma resistência insuficiente da asa e das superfícies da cauda, após o qual as aeronaves remanescentes foram retiradas de linhas de transporte de passageiros e provavelmente serviram como aeronaves para transporte de carga e correio.
Em 1938, havia dois Š-32 dentre as aeronaves confiscadas durante a ocupação de Košice pela Hungria, após a Primeira Arbitragem de Viena. Outra aeronave foi destruída em novembro de 1938 no Aeroporto de Ujhorod pelo Exército Checoslovaco antes de recuar da cidade.